# Niphoropica albipennis
Niphoropica albipennis là một loài bọ cánh cứng trong họ Cerambycidae.